# Apatolestes comastes
Apatolestes comastes är en tvåvingeart som beskrevs av Samuel Wendell Williston  1885. Apatolestes comastes ingår i släktet Apatolestes och familjen bromsar. Inga underarter finns listade i Catalogue of Life.